# Lombardia TV
Lombardia TV, precedentemente nota come Tele Sol Regina, è un'emittente televisiva italiana con sede a Soresina, in provincia di Cremona.

## Storia
Fondata nel 1983 da Roberto Fontana con il nome di Telesoresina, con sede in via Corso 1 a Soresina, nel 1985 diventa Telesolregina, dall'antico nome della cittadina, irradiando il suo segnale in tutta la provincia di Cremona.
L'emittente consolida la sua presenza sul territorio acquisendo nel 1990 una televisione di Crema e nel 1994 una televisione di Lodi.
Negli anni duemila si estende il bacino d'utenza con l'acquisizione delle emittenti Videoblu (ex Video Brianza) e Teleradioritmo di Cassano Magnago (Varese), da quest'ultima nasce nel 2005 Telestella, che verrà affiliata al circuito Telepace.
Negli anni successivi si giunge alla creazione di due ulteriori canali televisivi che affiancano Telesolregina, arrivando, così, a coprire gran parte della pianura lombarda: nel 2006 Telestella diviene Lodi Crema TV, e nel 2008 dalle frequenze della milanese Videoblu prende vita Lombardia TV. Le tre reti trasmettono gli stessi programmi, talvolta a orari differenti. La nuova sede è ubicata in via IV Novembre 12/b a Soresina.
Con l'avvento del digitale terrestre, nel 2010 il gruppo ha raggiunto la copertura di gran parte della regione Lombardia, comprese le città emiliane di Parma e Piacenza: Telesolregina, ribattezzata Sol Regina TV Video Cremona, è sintonizzabile sulla LCN 95, Lombardia TV sulla LCN 99 e Lodi Crema TV sulla LCN 111. I palinsesti dei tre canali, pur mantenendo alcuni programmi in comune, cominciano a differenziarsi. Tra le produzioni si citano Obiettivo sul territorio, Obiettivo culturale, Betoniga de Sunsì su Sol Regina TV Video Cremona, Music Konnection, Hora Latina, Wake Music, A tutta salute, Che calcio che fa, La giustizia deve essere uguale per tutti su Lombardia TV, Comunicando, Spoliticando, Vangelo alla prova su Lodi Crema TV.
In questi anni Lombardia TV diviene la rete di punta del gruppo e avvia un'espansione sulle frequenze in digitale: infatti, varca i confini lombardi e si riceve in Piemonte sulla LCN 219, in Liguria sulla LCN 665, in Emilia-Romagna sulla LCN 890, in Veneto sulla LCN 674 e nel Lazio sulla LCN 890.
Successivamente Sol Regina TV Video Cremona si semplifica in Sol Regina Po. Dal 20 ottobre 2017 viene riportato in auge sulla LCN 88 il marchio Telestella, che veicola per alcune ore al giorno le trasmissioni di Padre Pio TV e nelle restanti ripete il segnale della TV musicale lucchese Vuemme. Nel 2019 vede la luce Lombardia Tv Sport, emittente creata per diffondere i programmi del circuito Supersix, e conseguentemente rinominata Supersix Lombardia.
In seguito alla riduzione delle frequenze dovuta alla liberazione della banda 700 MHz, nel mese di marzo del 2022 vengono chiuse Sol Regina Po, Lodi Crema TV e le altre reti secondarie e tutti i loro contenuti vengono inglobati su Lombardia TV, ora diffusa sul digitale terrestre nella pianura lombarda sulla LCN 80 e nelle province piemontesi di Torino e Asti sulla LCN 85. Successivamente vengono inaugurati due nuovi canali: Valpadana TV (LCN 90), che trasmette alcune produzioni di Lombardia TV e le rubriche sportive di Biker's Network, e Telestella (LCN 99), che ripete Supersix.

## Programmi
- Obiettivo News
- Obiettivo Sport
- La Genesi
- Un Autore Dietro Le Quinte
- 1 2 3 Occhio All'Evento
- Voci di Moda
- Night Fashion
- Volley Millenium Brescia
- Pallacanestro Crema
- On The Video
- Dedicato a Voi
- Applausi
- Lo Scrigno Dei Ricordi
- Wake Music
- 4 Chiacchiere con Lombardia TV
- Le Ricette di Massimo Amato[14]